# Ernesto Mastrángelo
Pour les articles homonymes, voir Mastrangelo.
Ernesto Enrique Mastrángelo, né le 4 juillet 1948 à Rufino (province de Santa Fe, Argentine) et mort le 22 juillet 2023, est un footballeur international argentin.
Sélectionné en équipe d'Argentine alors qu'il joue pour River Plate, l'attaquant remporte quelques années plus tard de nombreux titres sous les couleurs de Boca Juniors.

## Carrière
Mastrángelo, surnommé El Héber, commence sa carrière en 1968 au CA Atlanta. Attaquant vif, il signe en 1972 à CA River Plate où il ne parvient pas à remporter de titre en trois saisons, mais connaît quelques sélections en équipe nationale d'Argentine en 1972,.
Après une saison à Unión de Santa Fe, il est transféré au début de 1976 à Boca Juniors, à la demande du nouvel entraîneur Juan Carlos Lorenzo. Ce dernier mène son équipe à de nombreux titres : championnats Nacional et Metropolitano 1976, Copa Libertadores (en 1977 et 1978) et Coupe intercontinentale en 1977, au cours desquelles le joueur se distingue par son sens du placement et ses buts importants. Lors de cette dernière finale, Mastrángelo joue un rôle décisif en marquant le premier but du match aller (2-2) et le deuxième but au match retour (0-3) face au Borussia Mönchengladbach.
Deux fois meilleur buteur de l'équipe en 1977 et 1979, il joue moins après le départ de Lorenzo. Il prend sa retraite sportive à la suite du nouveau titre de champion remporté en 1981, auquel il a très peu participé. Ernesto Enrique Mastrángelo aura inscrit 56 buts en 134 matchs pour Boca toutes compétitions confondues.
Mastrángelo se reconvertit par la suite dans le staff de Boca, où il travaille longtemps comme entraîneur des jeunes. Il est nommé par la suite entraîneur de Chacarita Juniors puis de la sélection des moins de 20 ans du Paraguay lors du championnat d'Amérique du Sud en 2006-2007.